# Caraúbas (Río Grande del Norte)
Caraúbas es un municipio en el estado del Rio Grande do Norte (Brasil).

## Historia

### Carreteras
- RN-117
- RN-233

## Turismo
En el inicio del año acontece la fiesta del patrono de la ciudad, San Sebastião. Muchas personas vêm de otras ciudades y hasta de otros estados. A fiesta es realizada en 10 días, con participación de grandes bandas de vários géneros de músicas.
Localizada en plena Chapada del Apodi, que forma un belíssimo escenario.

## Galería de Fotos

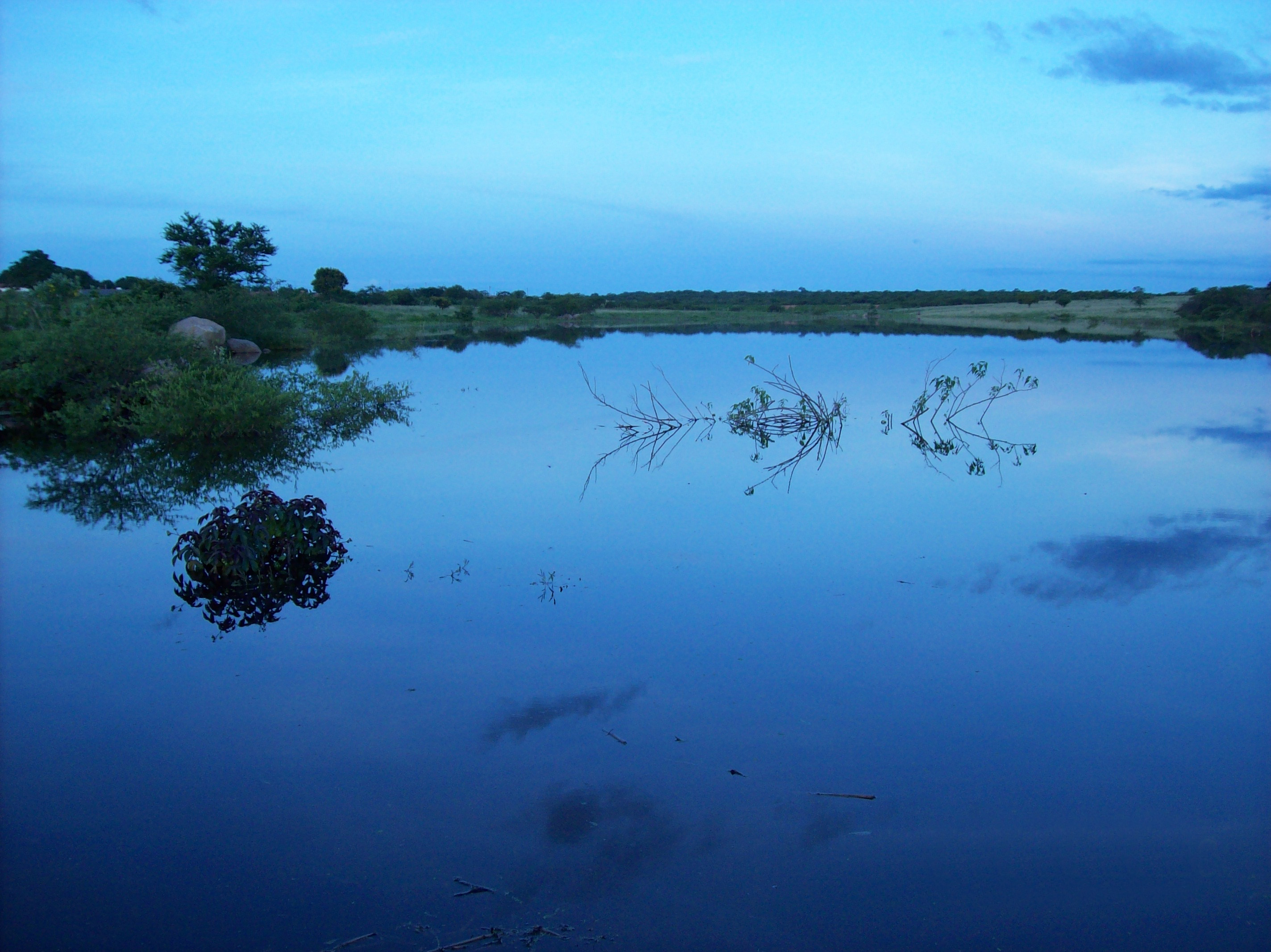
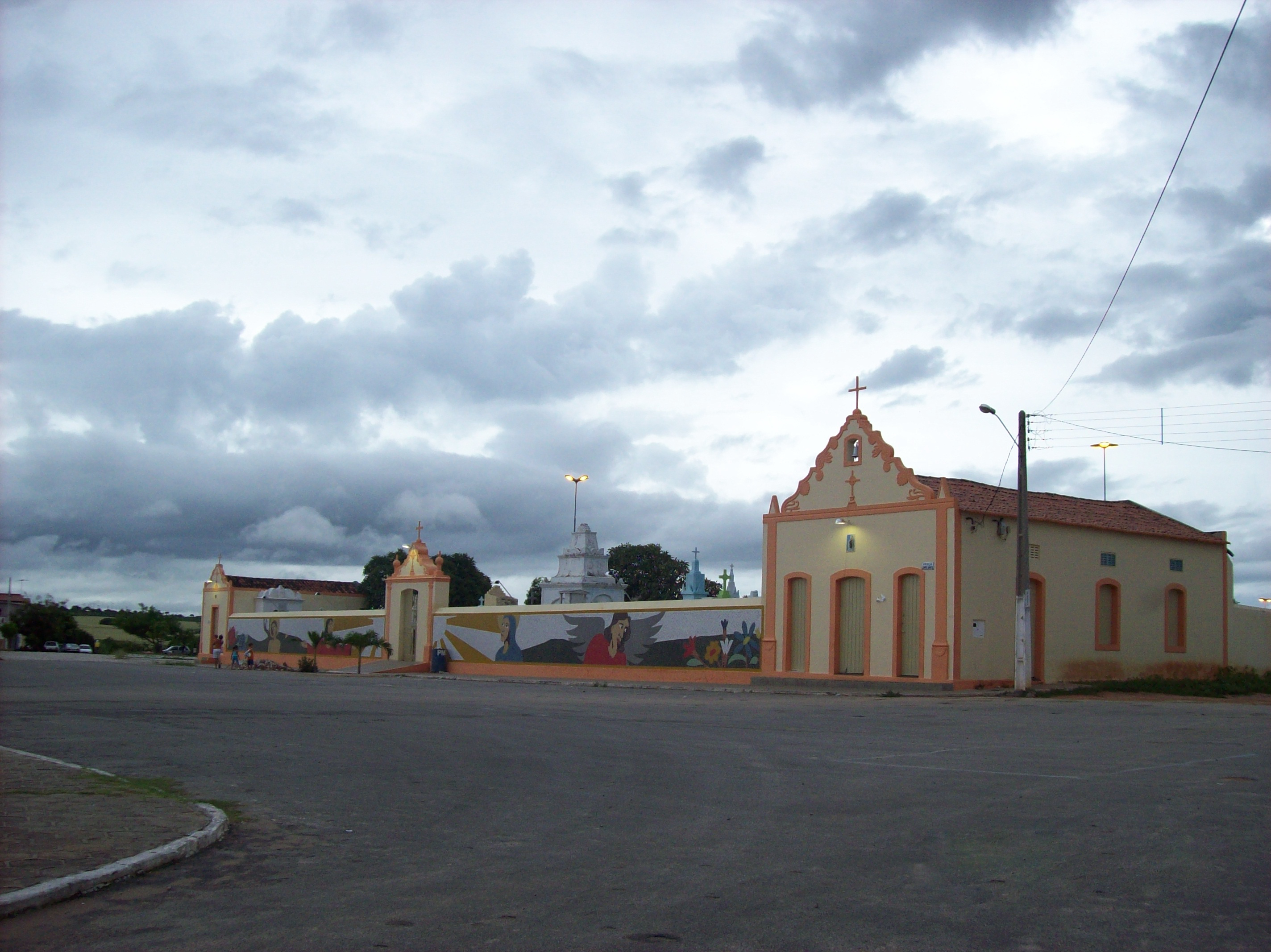
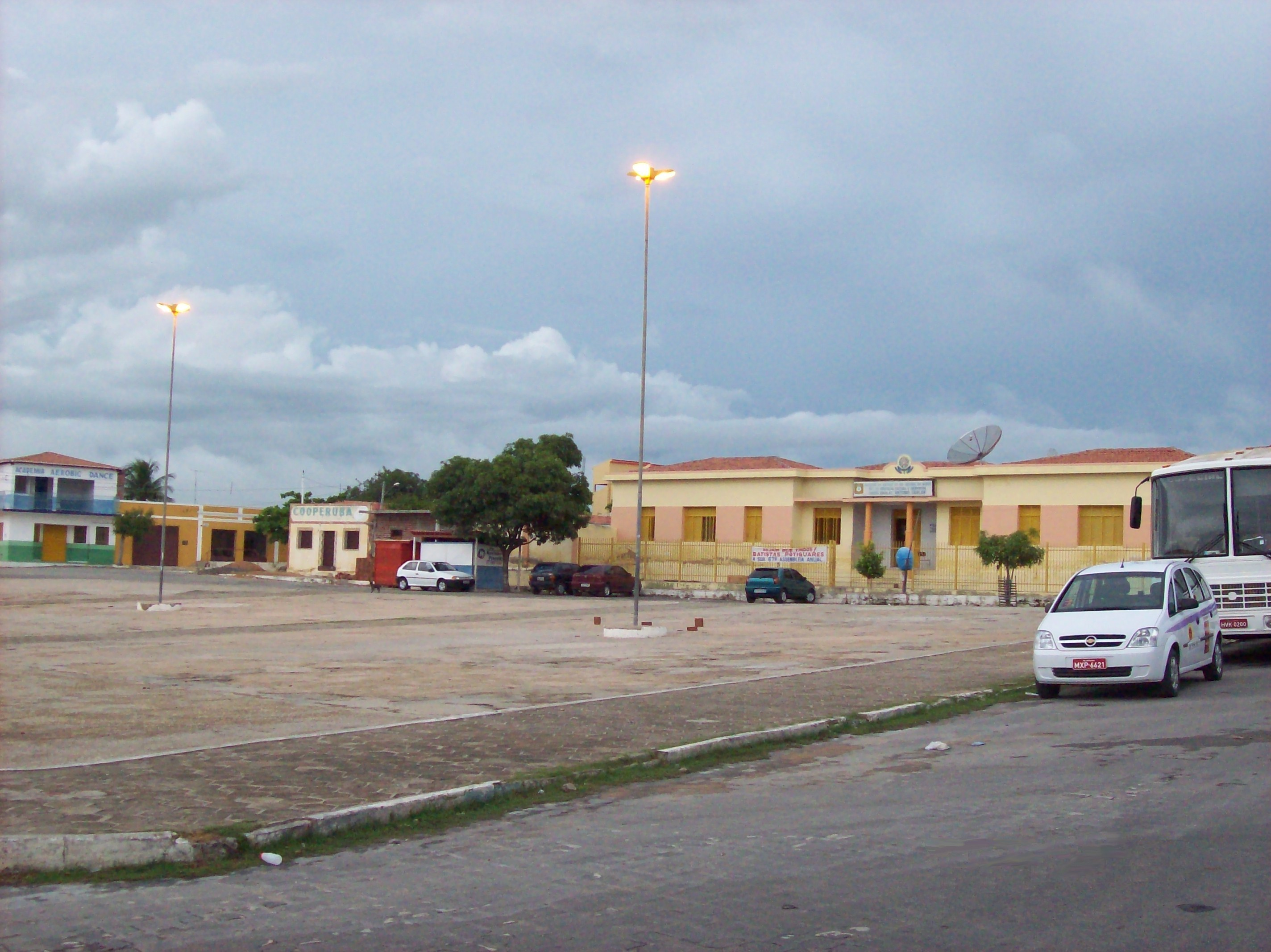
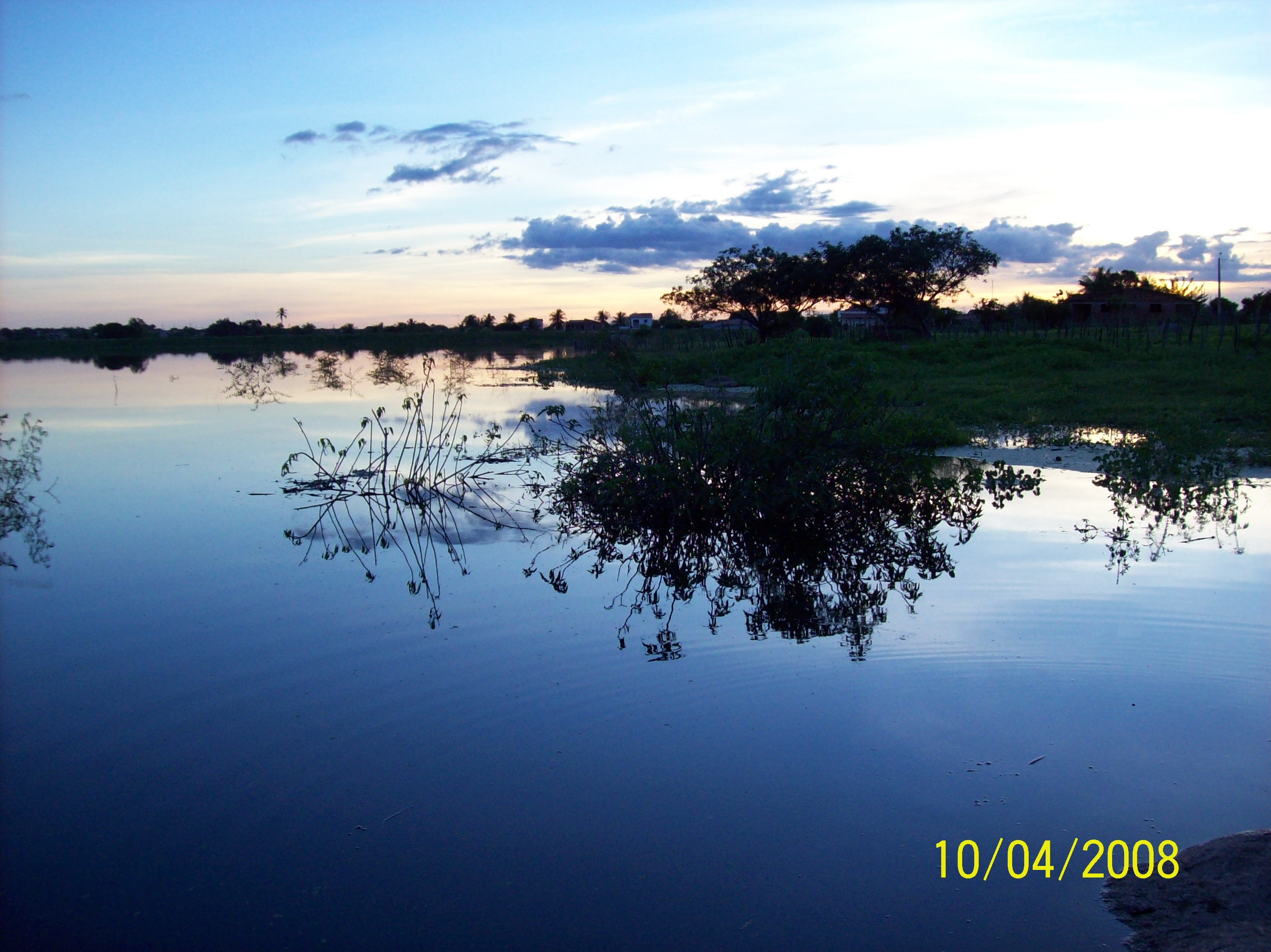
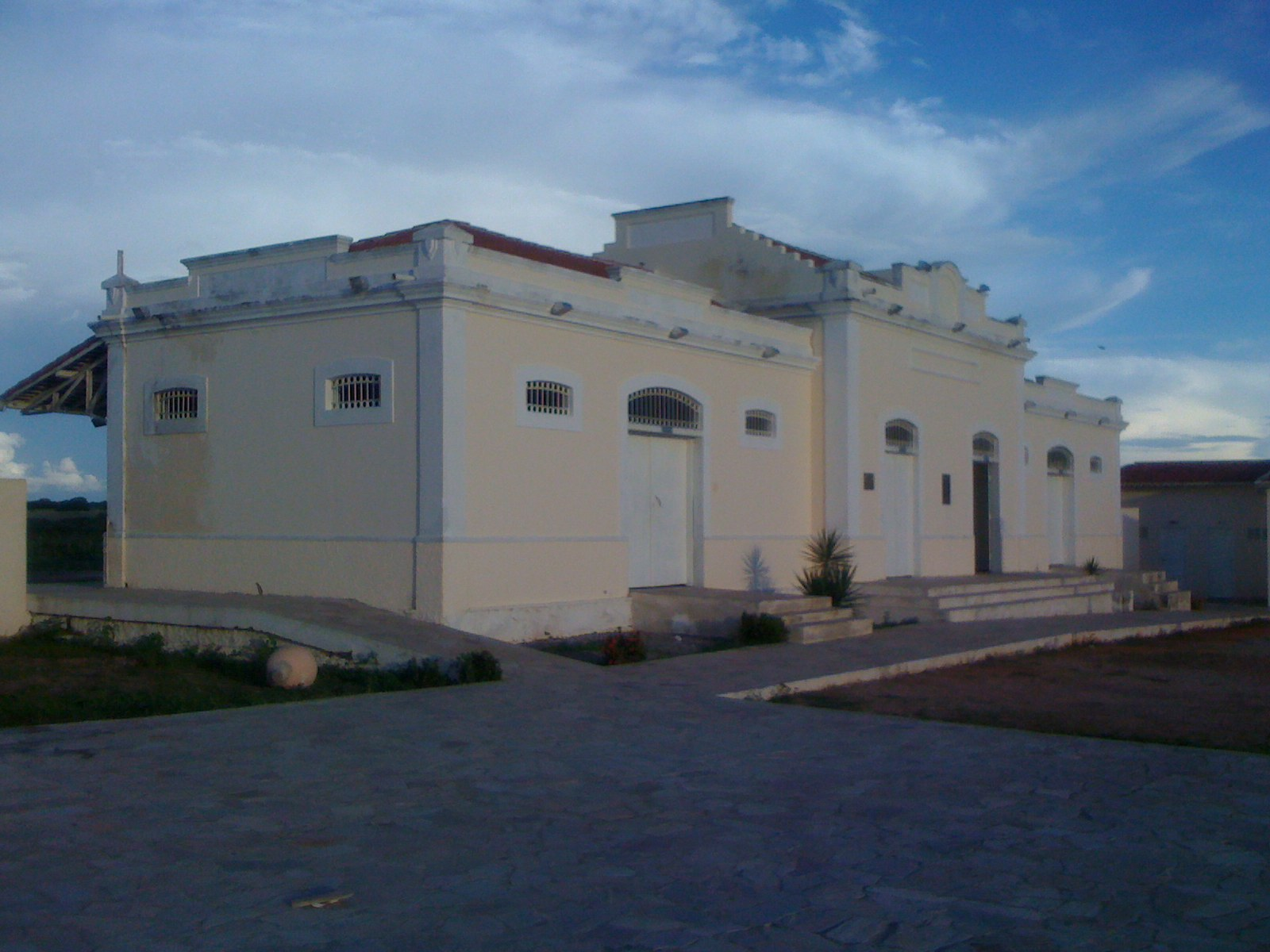
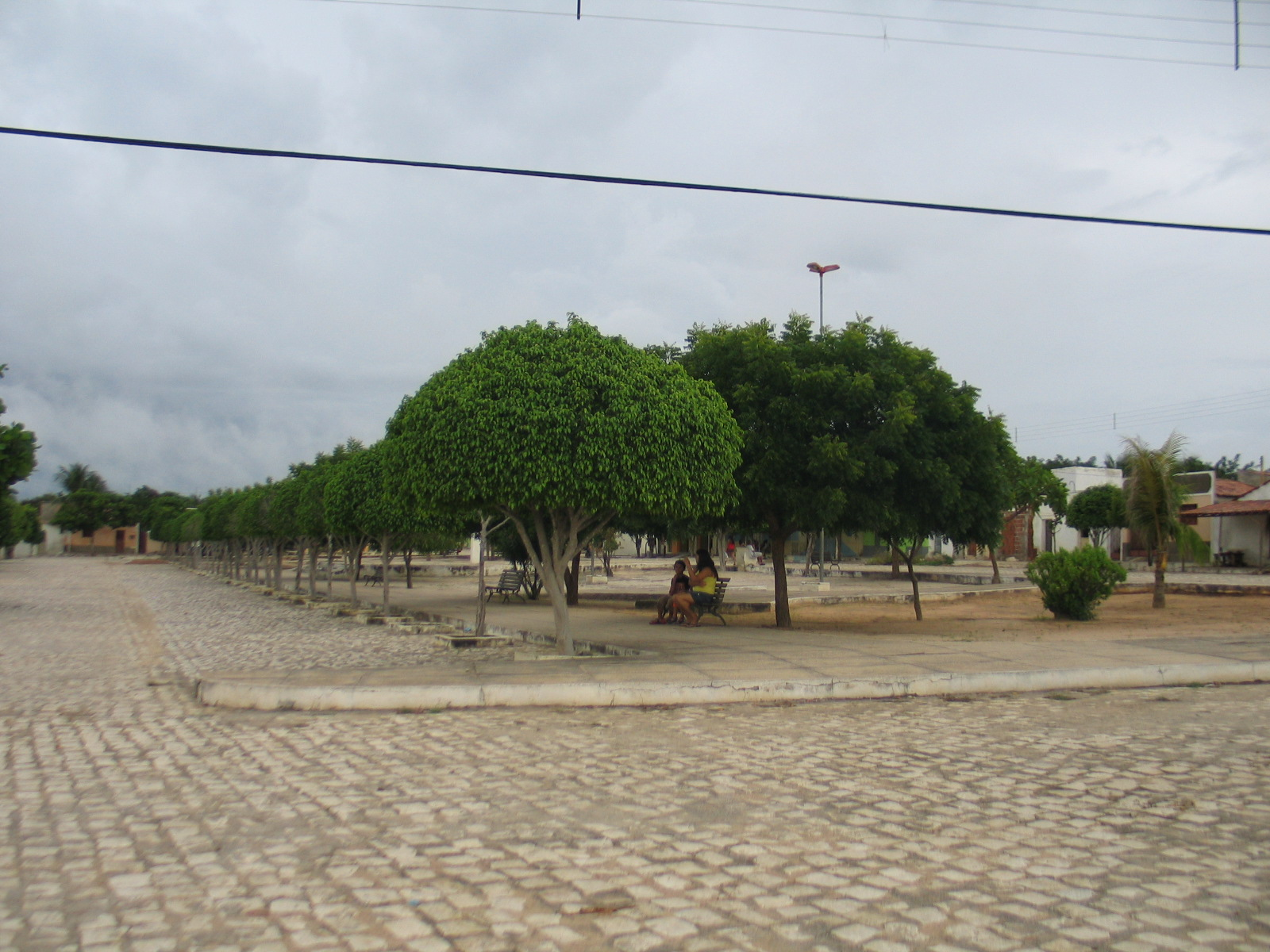
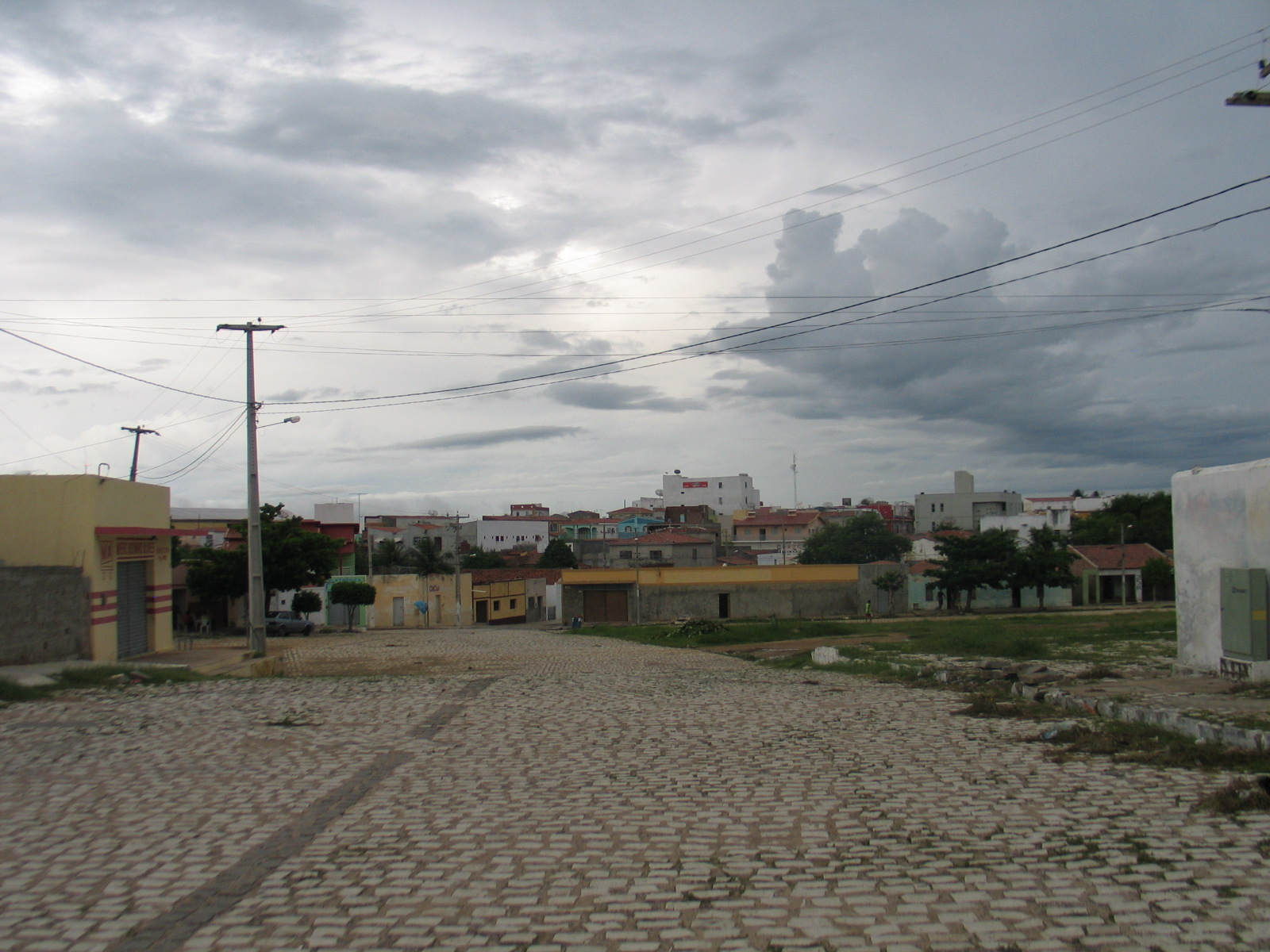
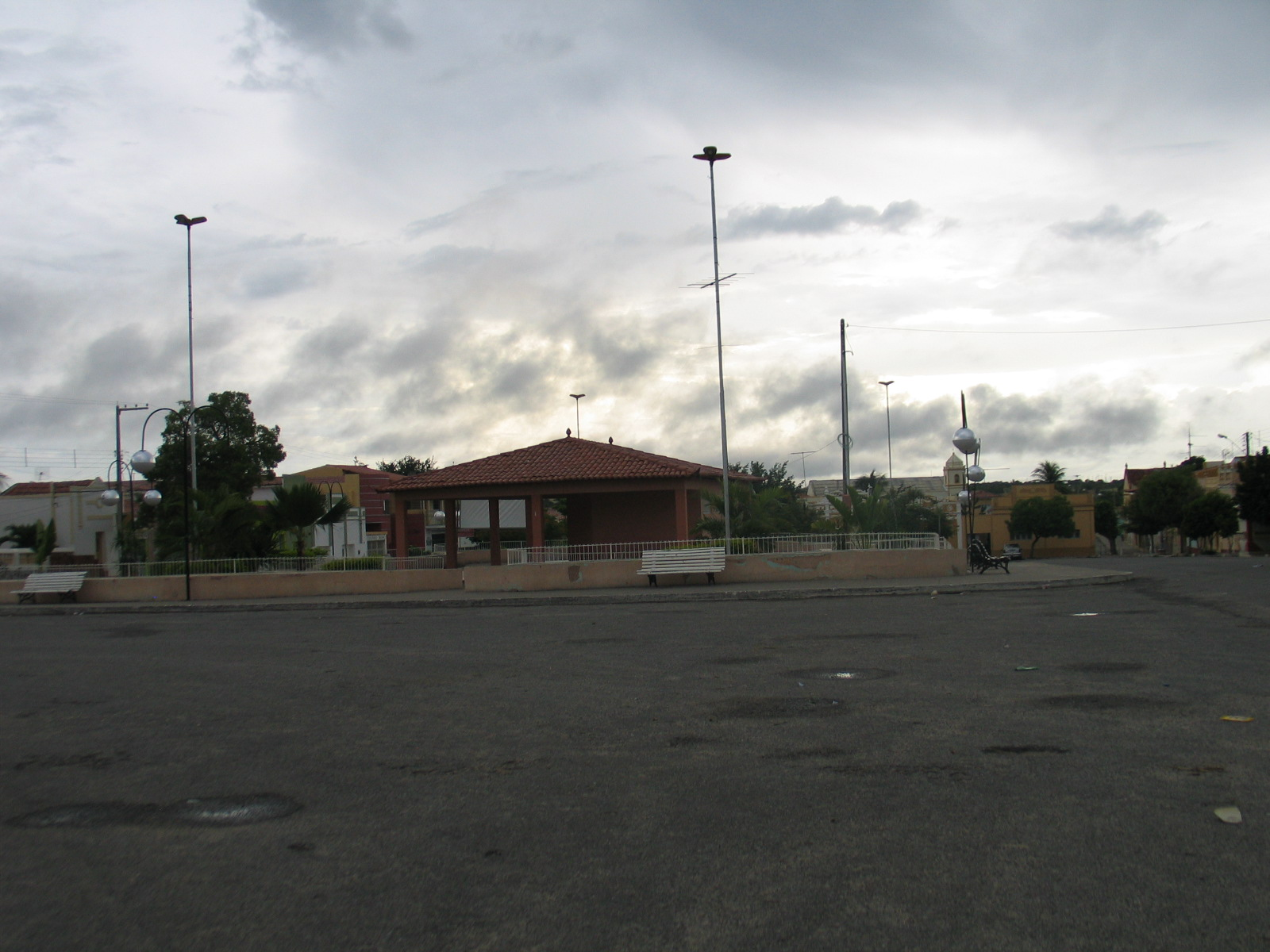
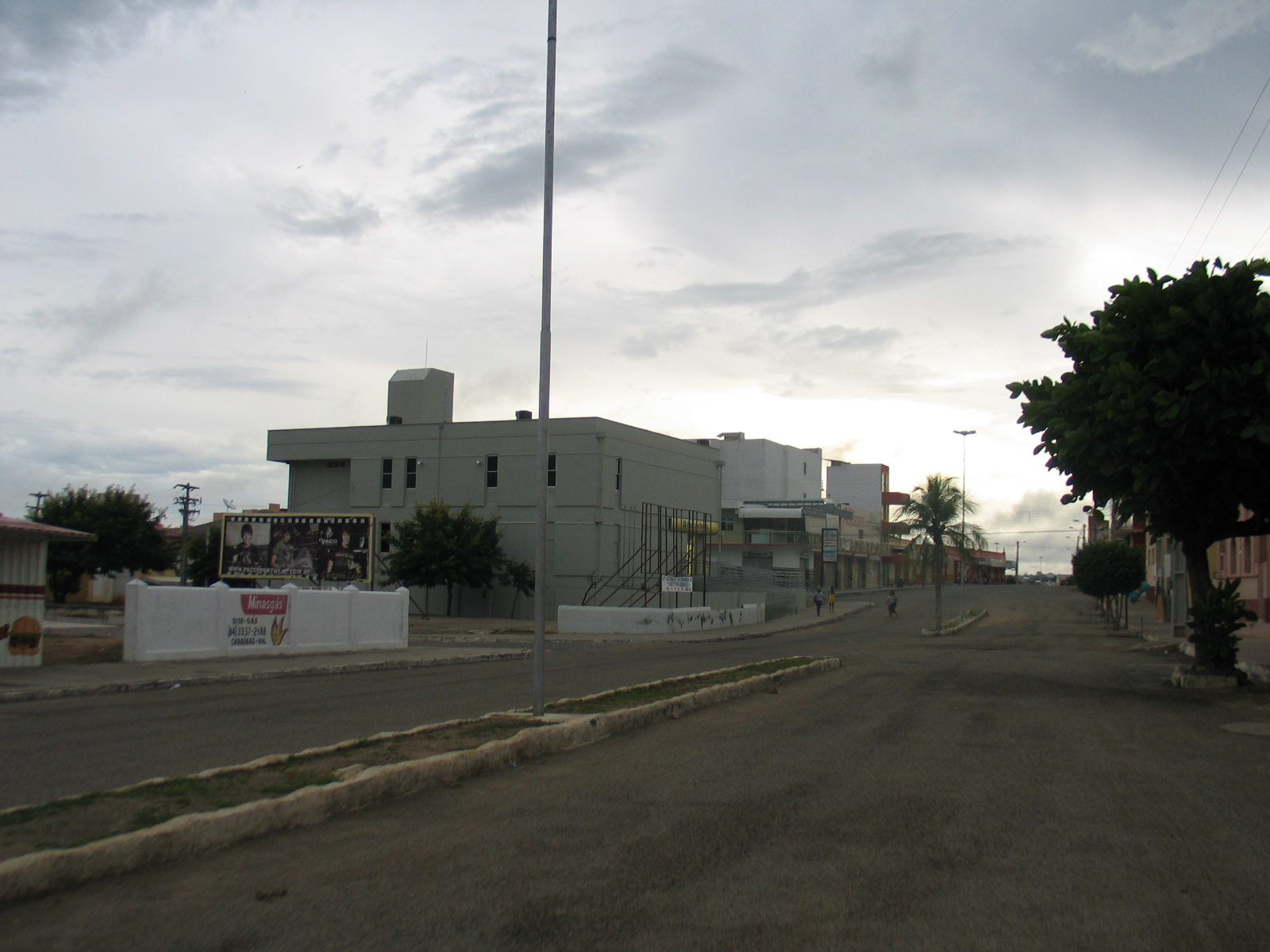

- Wikimedia Commons alberga una categoría multimedia sobre Caraúbas.